# Franciscanerklooster van Groningen

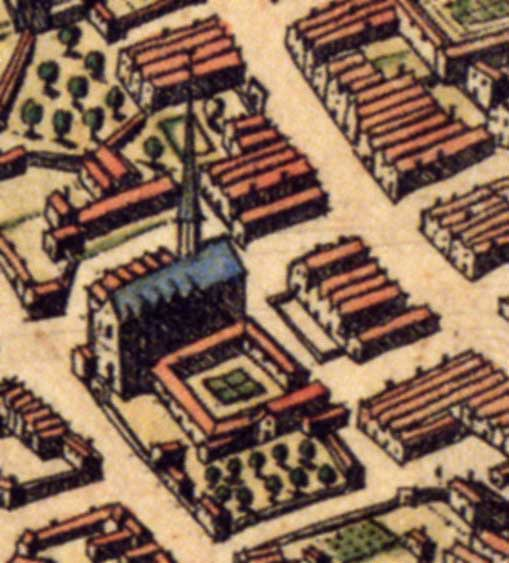
Het Franciscanerklooster op een stadsplattegrond uit 1575

Het Franciscanerklooster of Domus Sancti Pauli, ook Minderbroedersklooster of Broerklooster, was een klooster in de stad Groningen. Het klooster stond waar tegenwoordig de Groningse universiteitsbibliotheek staat, in het blok tussen de Rechte Jat, het Broerenkerkplein (huidige Broerstraat) en de latere Zwanestraat. Ten noorden van de kloosterkerk lag een kerkhof.

## Geschiedenis
De stichtingsdatum is onbekend, maar zal waarschijnlijk tussen 1240 en 1253 zijn geweest. De eerste vermelding van het klooster is in de kroniek van Menko die vermeldt dat het klooster in 1253 gebruikt wordt in de strijd tussen de Gelkingen en de prefect. Het moet dan al een stenen gebouw zijn aan de Oude Kijk in 't Jatstraat, die de grens vormt van de beide parochies die Groningen dan kent. Het klooster bezat slechts weinig grond en had daarom weinig inkomsten. Als gevolg daarvan schortte het dan ook nog al eens aan het onderhoud aan het klooster. In 1506 ging het klooster over naar de Congregatio Hollandiae.
Na 1560 ging het klooster diverse malen in andere handen over: In 1566 werd het klooster door het stadsbestuur overgedragen aan de protestantse kerk. In 1568 herkreeg de katholieke kerk het klooster. In 1579 kreeg de protestantse kerk het klooster opnieuw, maar reeds in 1580 werd het weer katholiek. In 1594, bij de reductie van Groningen, werd het klooster definitief overgedragen aan de protestantse kerk. De Broerkerk (de kloosterkerk) werd in 1821 weer overgedragen aan de katholieken. In 1894 werd deze kerk echter afgebroken en vervangen door de Martinuskerk, die op zijn beurt in 1982 plaats maakte voor de UB.